# Justizanstalt Sonnberg

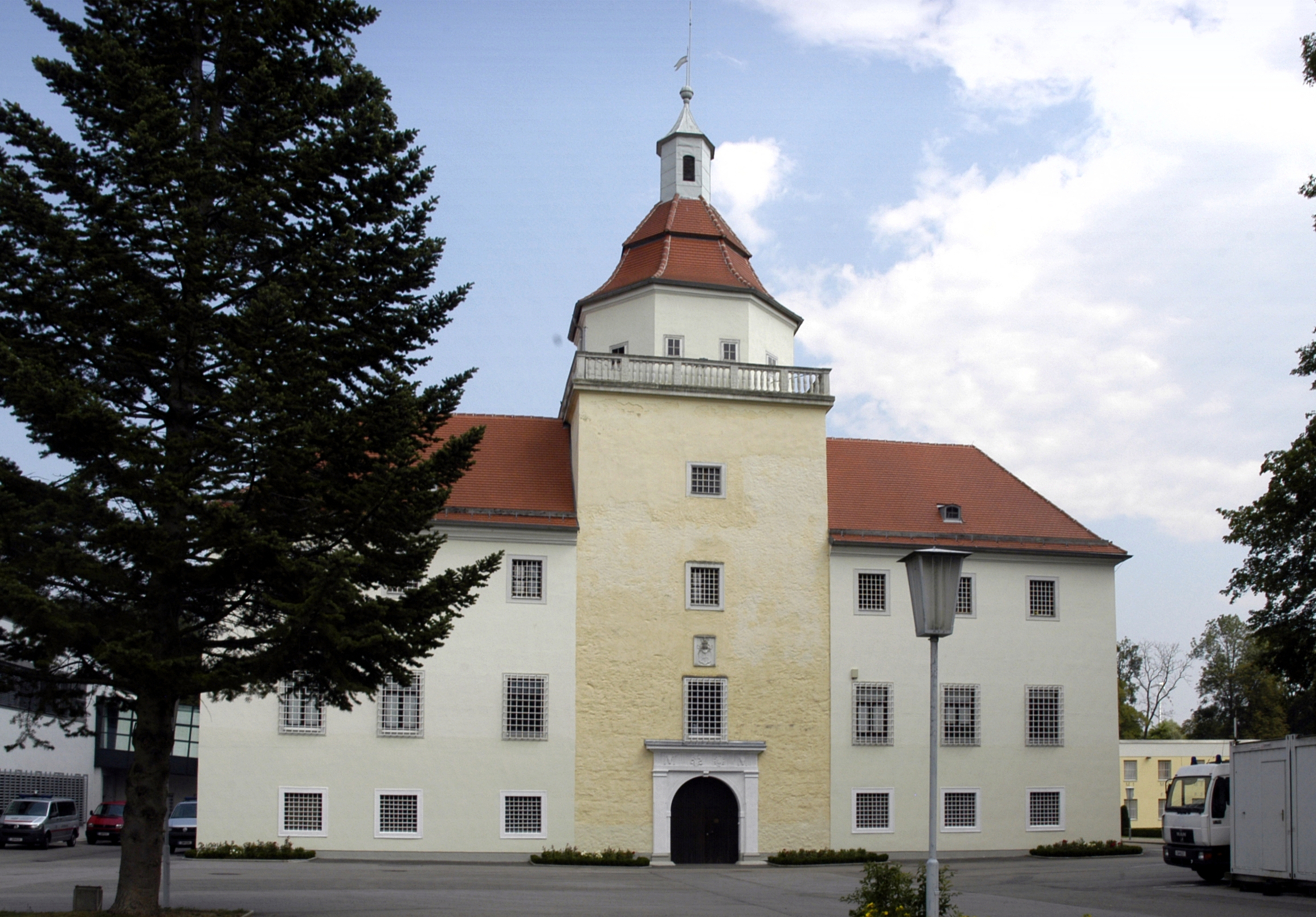
Hauptgebäude der Justizanstalt Sonnberg

Die Justizanstalt Sonnberg ist eine österreichische Strafvollzugsanstalt in Sonnberg, einer Katastralgemeinde von Hollabrunn in Niederösterreich. In der Justizanstalt können im Normalfall 350 Häftlinge aufgenommen werden, zum Stichtag 30. August 2007 waren allerdings 352 Personen in Sonnberg inhaftiert, was einer Gesamtauslastung von 100,57 % entspricht.

## Konzeption
Ausgelegt ist das Gefängnis für den Vollzug von Strafhaft an männlichen Insassen, deren Gesamthaftzeit 18 Monate übersteigt und bis zu 10 Jahre beträgt. Laut einer vom Bundesministerium für Justiz erlassenen Flexibilisierungsklausel, die die Bestimmung der Justizanstalt Sonnberg als Organisationseinheit zum Inhalt hat, wird in der Justizanstalt in seltenen Fällen auch der Maßnahmenvollzug an gefährlichen Rückfallstätern vollzogen.
Die Justizanstalt Sonnberg hat sich mittlerweile auf den Vollzug von Freiheitsstrafen an Sexualstraftätern spezialisiert. Besonderes Augenmerk kommt den wegen schweren sexuellen Missbrauchs von Unmündigen oder sexuellen Missbrauchs von Unmündigen (§§ 206 und 207 StGB) verurteilten Straftätern zu. Neben einer drogenfreien Zone existiert auch eine Freigängerabteilung sowie ein etwas außerhalb des Gefängnisgeländes gelegenes Freigängerhaus.
Von Juli 2007 bis Mai 2009 war in der Justizanstalt Sonnberg zudem der erste Suchtmittelspürhund der österreichischen Justizwache stationiert. Er konnte in jeder Justizanstalt Österreichs zum Einsatz kommen und wurde während des Zeitraums seiner Einsatztätigkeit insgesamt 60 Mal bis Ende 2008 angefordert. Im gesamten Zeitraum wurde der Diensthund 117 mal angefordert. Am 1. Juni 2009 wurde das Projekt vom Justizministerium aufgrund der zu hohen Kosten im Vollzugsbereich aufgegeben. Suchtmittelkontrollen finden nun wieder mithilfe von Spürhunden der Sicherheitsexekutive statt.

## Geschichte
Die Anstalt ist in einem ehemaligen Wasserschloss der Spätrenaissance, dem Schloss Sonnberg, das 1596 von den Freiherren von Gilleis als Ersatz für die vormalige Burg Sonnberg erbaut wurde, situiert. Ende des Zweiten Weltkriegs wurde das Schloss kurzzeitig als Feldlazarett benutzt. Erst 1955 erwarb die Justizverwaltung das Gebäude von Erzherzog Anton von Habsburg und baute es 1973 in eine moderne Strafvollzugseinrichtung um. Im Jahr 2005 wurde der bestehende Gebäudekomplex um 90 Haftplätze erweitert.

## Vorfall
Die Kronenzeitung berichtete, dass nach einem Hinweis bei der Durchsuchung einer Zelle am 30. Juli 2022 bei einem Häftling Suchtgift und Handys gefunden wurden. Demnach sollen Chats darauf auf eine Verbindung zwischen dem Häftling und einer Justizwachebeamtin mit 2,5 Dienstjahren hinweisen. Gegen sie, eine weitere ebenfalls vom Dienst suspendierte Beamtin, sowie den Häftling wird wegen Schmuggels ermittelt.